# Mika Aaltola
Mika Petteri Aaltola (ur. 2 maja 1969 w Jämsänkoski) – fiński politolog i nauczyciel akademicki, dyrektor Fińskiego Instytutu Spraw Międzynarodowych, kandydat w wyborach prezydenckich w 2024, deputowany do Parlamentu Europejskiego X kadencji.

## Życiorys
W 1992 uzyskał licencjat z psychologii na Uniwersytecie Columbia, a w 1994 magisterium z nauk społecznych na Uniwersytecie w Tampere. Doktoryzował się na tej samej uczelni w 1999. Specjalizował się w zakresie stosunków międzynarodowych. Był nauczycielem akademickim na Uniwersytecie w Tampere. Wykładał również m.in. na University of Cambridge, Uniwersytecie Minnesoty i Uniwersytecie Johnsa Hopkinsa. Objął później stanowisko profesora stosunków międzynarodowych na Uniwersytecie Tallińskim. W 2011 został dyrektorem ds. projektów w Fińskim Instytucie Spraw Międzynarodowych, a w 2019 powołano go na dyrektora tego instytutu.
Zyskał pewną rozpoznawalność i popularność w 2022, gdy po rozpoczęciu inwazji Rosji na Ukrainę zaczął regularnie pojawiać się w mediach jako ekspert z zakresu stosunków międzynarodowych. W sierpniu 2023 zadeklarował zamiar kandydowania w wyborach prezydenckich w 2024, w październiku tegoż roku ogłosił zebranie wystarczającej do zarejestrowania swojej kandydatury liczby podpisów. W pierwszej turze głosowania ze stycznia 2024 otrzymał poparcie na poziomie 1,5% głosów. W tym samym roku z ramienia Partii Koalicji Narodowej uzyskał mandat eurodeputowanego X kadencji.